# Paral·lel 84° sud
El paral·lel 84° sud és una línia de latitud que es troba a 84 graus sud de la línia equatorial terrestre. Travessa l'Antàrtida.

## Geografia
En el sistema geodèsic WGS84, al nivell de 84° de latitud sud, un grau de longitud equival a 11,675 km; la longitud total del paral·lel és de 4.203 km, que és aproximadament 10,5% de la de l'equador, del que es troba a 9.332 km i a 670 km del pol Sud

## Arreu del món
A partir del Meridià de Greenwich i cap a l'est, el paral·lel 84° sud passa totalment per l'Antàrtida quedant-se al sud de la línia de costa de la barrera de gel de Ross. Des d'aquest paral·lel fins al Pol Sud totes les latituds passen sobre terra.